# 청자 음각연화당초문 항아리
청자 음각연화당초문 항아리(靑磁 陰刻蓮花唐草文 壺)는 음각으로 연꽃과 덩굴무늬를 새겨넣은, 고려청자 항아리)이다. 삼성미술관 리움에 있으며, 1990년 5월 21일 대한민국의 보물 제1028호로 지정되었다.

## 개요
고려시대 만들어진 청자 항아리로 높이 24.4cm, 아가리 지름 11.5cm, 밑지름 11.5cm의 크기이다.
구형에 가까운 모양의 청자 항아리로 아래 위로 커다란 연꽃을 3송이씩 배치하고, 그 사이에 화려한 덩굴무늬를 가득 채워 넣었다. 아가리 부분은 가장자리가 밖으로 살짝 말려 있으며, 목이 짧고 볼록한 몸통에 굽이 없는 평평한 바닥면으로 되어있다. 문양의 윤곽 부분은 반양각(半陽刻)으로 시원스럽게 처리하고, 세부는 가는 음각선으로 정교하게 표현하였다. 음각의 일종이면서도, 문양의 윤곽 주위를 넓게 파서 문양을 도드라지게 하는 이러한 반양각 수법은 고려 비색청자가 최고 수준에 달하였을 때 완성된 화려한 장식 기교이다. 이 항아리에 시도된 반양각 수법의 문양 역시 굵고 가는 음각선으로 이루어져 있으며, 유약은 투명하고 아름다운 비취색으로 빙렬도 거의 없다. 
고려청자의 모양으로는 매우 드물게 몸체가 풍만하고, 구형에 가까운 항아리로 그릇 전면에 반양각 수법으로 새긴 연꽃과 덩굴무늬도 빼어나게 아름답다. 

## 같이 보기
- 고려청자

## 참고 자료
- 청자 음각연화당초문 항아리 - 국가유산청 국가유산포털